# サダルストリート
サダルストリート（Sudder Street）は、インドのコルカタにある通りの名前。格安旅行者やバックパッカー向けの安宿やゲストハウスなどが軒を連ね、レストランやネットカフェ、旅行者のための両替所、土産物屋、旅行代理店などがある。市のメインストリートであるチョーロンギー通りにあるインド博物館から近い。

## 周辺にある建物等
- インド博物館
- モイダン公園 (Calcutta Maidan)

## 最寄駅
- コルカタメトロ (en:Kolkata Metro) - パーク・ストリート駅 (インド博物館駅)